# Domkapitel Würzburg

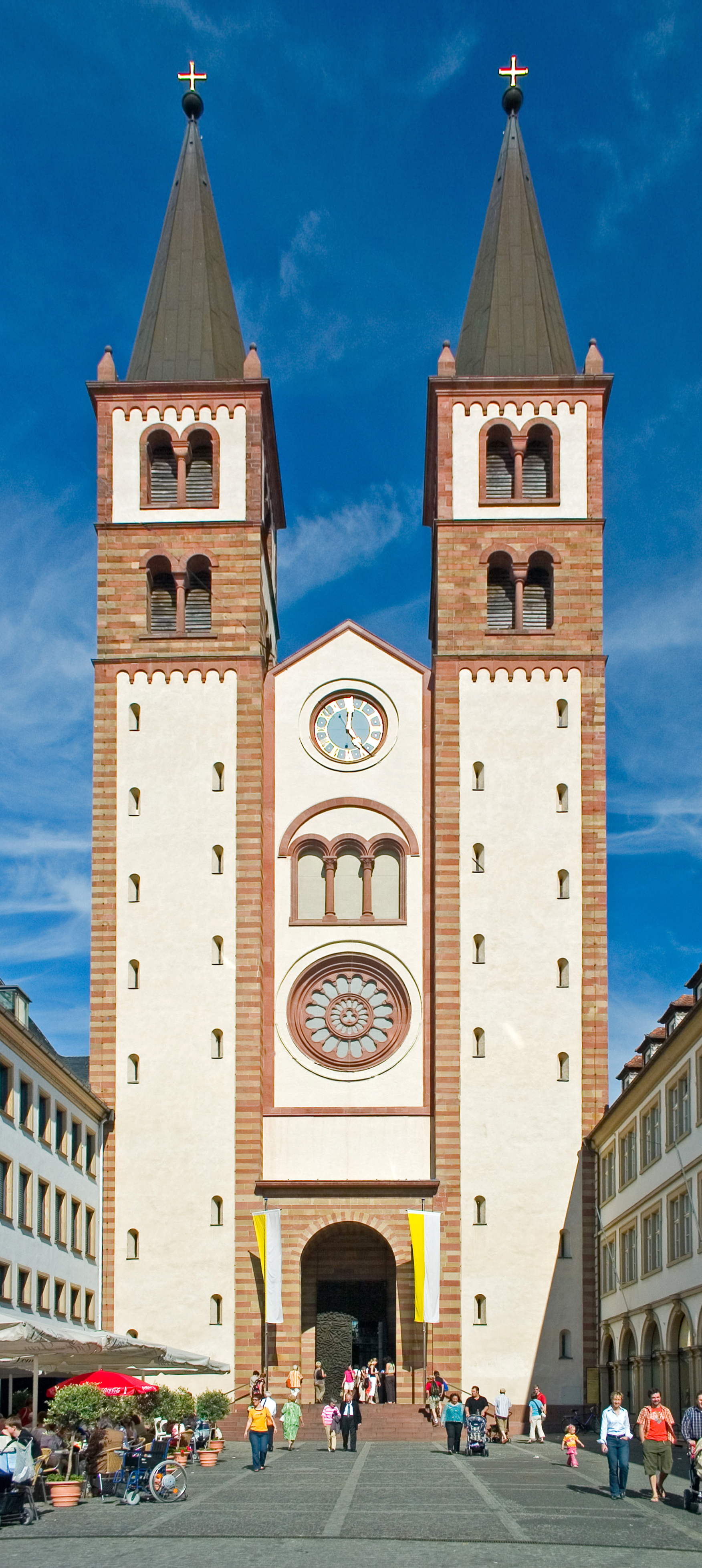
Der Würzburger Dom St. Kilian

Das Domkapitel Würzburg ist eine Leitungskörperschaft der Diözese Würzburg. Es besteht aus zehn Geistlichen, den Domkapitularen, die sowohl liturgische Aufgaben als auch administrative Funktionen in der Verwaltung übernehmen. Darüber hinaus dient das Domkapitel als Rat des Bischofs von Würzburg. Die Leitung des Domkapitels obliegt dem Dompropst und dem Domdekan.

## Aufgaben
Das Domkapitel ist maßgeblich an der Feier der Liturgie im Würzburger Dom St. Kilian beteiligt und übernimmt Leitungsaufgaben in der Verwaltung der Diözese Würzburg. Als Rat des Bischofs hat jeder Domkapitular Sitz und Stimme in der Ordinariatssitzung und im Allgemeinen Geistlichen Rat. Zudem fungiert das Domkapitel als Konsultorenkollegium der Diözese und ist in die Verwaltung des Diözesanvermögens involviert.
Im Falle des Ausscheidens des Bischofs aus dem Amt übermittelt das Domkapitel dem Heiligen Stuhl eine Liste von Priestern, die als würdig erachtet werden, das bischöfliche Amt zu übernehmen. Gleichzeitig wählt das Domkapitel einen Diözesanadministrator.

## Mitglieder
| Name                        | seit | Position                                                     |
| Paul Reder                  | 2024 | Weihbischof, Dompropst                                       |
| Jürgen Vorndran             | 2009 | Domkapitular, Domdekan (seit 2020), Generalvikar (seit 2020) |
| Monsignore Stefan Rambacher | 2002 | Sekretär des Domkapitels                                     |
| Christoph Warmuth           | 2010 | Domkapitular                                                 |
| Monsignore Clemens Bieber   | 2010 | Domkapitular                                                 |
| Albin Krämer                | 2021 | Domkapitular                                                 |
| Stefan Gessner              | 2021 | Domkapitular                                                 |
| Armin Haas                  | 2023 | Domkapitular                                                 |

### Emeriti, Ehrendomherren und Domvikare
| Name                      | von  | bis  | ehemalige Position                                         |
| ------------------------- | ---- | ---- | ---------------------------------------------------------- |
| Monsignore Hans Herderich | 2000 | 2010 | Domkapitular                                               |
| Jürgen Lenssen            | 1991 | 2017 | Domkapitular                                               |
| Prälat Günter Putz        | 1998 | 2020 | Sekretär des Domkapitels (1998–2009), Domdekan (2009–2020) |
| Ulrich Boom               | 2009 | 2024 | Weihbischof, Dompropst                                     |
| Helmut Gabel              | 2001 | 2025 | Domkapitular                                               |
| Thomas Keßler             | 2015 | 2025 | Domkapitular, Generalvikar (2015–2020)                     |

| Name                          | seit |
| ----------------------------- | ---- |
| Bischof em. Friedhelm Hofmann | 2023 |

| Name                | seit | Position     |
| Paul Weismantel     | 1992 |              |
| Petro Müller        | 2010 |              |
| Thomas Drexler      | 2015 | Vizeoffizial |
| Peter Göttke        | 2020 | Regens       |
| Matthias Leineweber | 2025 |              |
| Manuel Thomas       | 2025 |              |

| Name          | seit | Position |
| Matthias Türk | 2023 |          |

## Ernennung von Domkapitularen

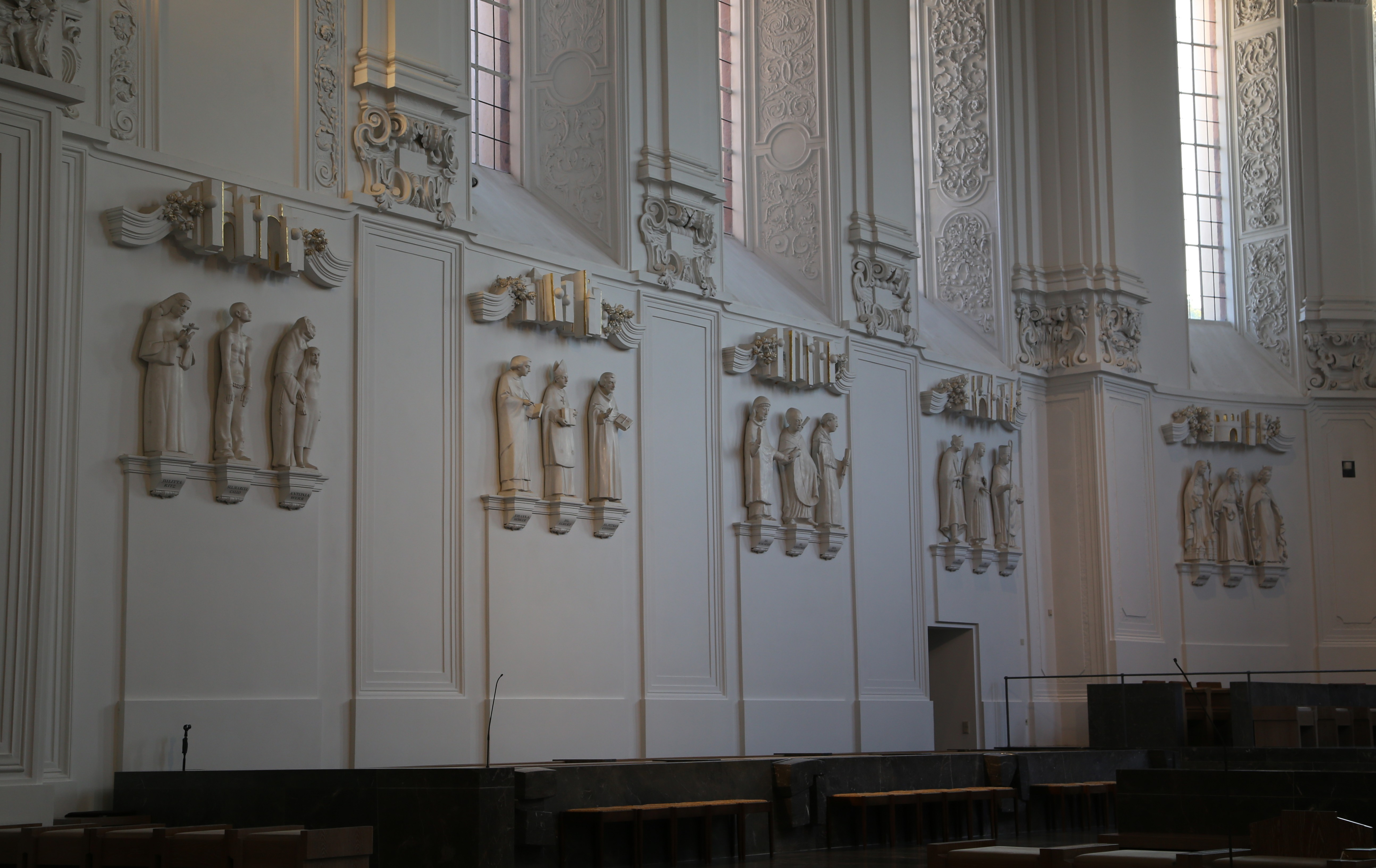
Das Chorgestühl des Kiliansdoms

Nach kirchenrechtlichen Vorgaben qualifiziert sich ein Priester für die Aufgabe eines Domkapitulars durch Rechtgläubigkeit, einen unbescholtenen Lebenswandel und eine lobenswerte Ausübung seines Dienstes. Die Besetzung der Sitze im Domkapitel erfolgt alternierend. Entweder wird der freigewordene Sitz direkt vom Bischof nach Anhörung des Domkapitels besetzt, oder das Domkapitel wählt und der Bischof bestätigt die Entscheidung.
Nach der Ernennung oder Bestätigung nimmt der neue Domkapitular seinen Platz im Chorgestühl des Kiliansdoms ein.

## Dompropst und Domdekan
Das Domkapitel wird von zwei Dignitäten geleitet, dem Dompropst und dem Domdekan. Der Dompropst steht an der Spitze des Domkapitels, leitet die Kapitelsitzungen und repräsentiert es nach außen und innen. Er wird vom Bischof nach Anhörung des Kapitels ernannt und hat Vorrang im Domkapitel. Der Dompropst vertritt den Bischof bei Gottesdiensten im Dom.
Der Domdekan ist die zweite Dignität im Domkapitel. Seine Aufgaben umfassen unter anderem die disziplinäre Aufsicht über Angelegenheiten des Domkapitels sowie die Verantwortung für Liturgie und Musik im Dom. Bei Abwesenheit des Dompropstes vertritt der Domdekan diesen als Vorsitzenden des Domkapitels. Der Domdekan wird vom Kapitel gewählt und durch den Bischof bestätigt, während sein Stellvertreter der dienstälteste Domkapitular ist.